# Egidijus Kavaliauskas
Egidijus Kavaliauskas (Kaunas, 29 giugno 1988) è un pugile lituano. E' soprannominato The Mean Machine.

## Biografia
Come dilettante ha rappresentato la Lituania ai Giochi olimpici estivi di Pechino 2008, dove è stato eliminato al primo incontro del torneo dei pesi welter leggeri dal francese Alexis Vastine, risultato poi vincitore della medaglia di bronzo. 
Ha esordito ai mondiali dilettanti del 2009, risultando uno dei migliori otto del torneo.
Nel 2011 ha vinto la medaglia d'oro nel campionato lituano. Ha vinto inoltre la medaglia di bronzo nei pesi welter ai mondiali del Baku 2011. In finale, ha subito un infortunio alla mano che non gli ha consentito di terminare l'incontro. È stato selezionato come il miglior pugile lituano del 2011.
Ha fatto parte della spedizione lituana alle Olimpiadi di Londra 2012 ed ha gareggiato nel torneo dei pesi welter, in cui è stato eliminato agli ottavi del britannico Fred Evans.
In seguito è passato al professionismo ed ha gareggiato per il titolo WBO dei pesi welter nel 2019. A livello regionale, ha detenuto il titolo WBC-NABF dei pesi welter dal 2017 al 2019 e il titolo intercontinentale WBO dei pesi welter nel 2018.

## Palmarès
- Mondiali

Baku 2011: bronzo nei pesi welter;